# Милован Якшич
Милован Якшич (на сърбохърватски: Mилован Jaкшић / Milovan Jakšić) е югославски футболист, вратар.

## Кариера
Милован Якшич прекарва голяма част от кариерата си в белградския клуб БАСК. През сезона 1934/35 той играе няколко месеца за Славия Прага и завършва кариерата си НК Любляна.

### Национален отбор
За националния отбор изиграва 9 мача, дебютирайки на 13 април 1930 г. в приятелска срещу България в Белград (Югославия печели с 6:1) и приключва с националния отбор в приятелския мач с Чехословакия в Прага през септември 1934 г. Между тези мачове има участие в първото Световно първенство в Уругвай през 1930 г., къде Югославия достига до полуфиналите. На този турнир Якшич се оказва висококачествен вратар с добра реакция и скок. Благодарение на победата на югославяните в първия мач с бразилците и на полуфиналите, уругвайската публика го нарича El Gran Milovan (Великият Милован).